# Triple Crown (golf)
De Triple Crown in golf verwijst meestal naar het winnen van de drie oudste golftoernooien in de wereld in hetzelfde jaar. Die toernooien zijn het Brits Open, opgericht in 1860, het US Open, opgericht in 1895, en het Zuid-Afrikaans Open, opgericht in 1903.
In de Verenigde Staten wordt de term toegepast in de Amerikaanse PGA Tour door het winnen van de Brits Open, het US Open en het Canadees Open, opgericht in 1904. Twee golfers werden in de Verenigde Staten uitgeroepen tot "Triple Crown": Lee Trevino, in 1971, en Tiger Woods, in 2000.
In Zuid-Afrika wordt de term toegepast in de Sunshine Tour (voor 2000 de South African Tour) door het winnen van het Zuid-Afrikaans Open, de Zuid-Afrikaans Masters en het Zuid-Afrikaans PGA Kampioenschap. Drie golfers werden in Zuid-Afrika uitgeroepen tot "Triple Crown": Bobby Locke, Gary Player, in 1979, en Ernie Els, in 1992.
In Australië wordt de term toegepast in de Australaziatische PGA Tour door het winnen van het Australisch Open, de Australisch Masters en het Australisch PGA Kampioenschap. Een golfer werd in Australië uitgeroepen tot "Triple Crown": Robert Allenby, in 2005.